# Salzburgs flygplats
Salzburgs flygplats, ty. Flughafen Salzburg (IATA: SZG, ICAO: LOWS) är den näst största flygplatsen i Österrike. Operatören kallar flygplatsen i vissa sammanhang även Salzburg Airport W.A. Mozart.
Flygplatsen, som namngivits efter kompositören Wolfgang Amadeus Mozart (född i Salzburg), ligger ca 4 km väster om Salzburgs stadskärna och ca 2 km från tyska gränsen.